# Vegas de Itata
La localidad de Vegas del Itata está situada en la comuna de Coelemu, a 62 km de Concepción, por las costas de Tomé y Dichato, en la provincia de Itata, república de Chile, y muy cercana a la desembocadura sur del río Itata.

## Historia
Se da cuenta, según se relata, que el sector más antiguo de la comuna es esta localidad costera, distante a unos 20 km del área urbana, territorio donde habitaron indígenas, luego ruta de aventureros y los soldados españoles que se desplazaban en dirección al norte y que desembarcaban en el puerto de Talcahuano. En esta localidad funcionaron una serie de oficinas fiscales, entre ellas el primer registro civil de la zona; cuenta con antiguas construcciones, casonas, iglesias. Allí, como legado, se desarrolla la Fiesta Religiosa del Rosario; cuenta además con escuela, retén de Carabineros

## Población y otros
Cuenta con 174 habitantes, aproximadamente. Esta localidad es una de las zonas costeras de la comuna de Coelemu. Dentro de sus actividades tradicionales, se realiza en los meses de agosto de cada año «la fiesta del camarón», de gran atracción regional.

## Actividad económica
El turismo es una de las principales actividades, y se destaca la actividad agrícola, principalmente los cultivos tradicionales como cereales y papas, sumándose recientemente la instalación de invernaderos dedicados a la producción de hortalizas y flores. Esta localidad es una de tantas que forman parte de la Ruta Costera, que es más bien la continuidad rural (ripio) del camino Concepción.

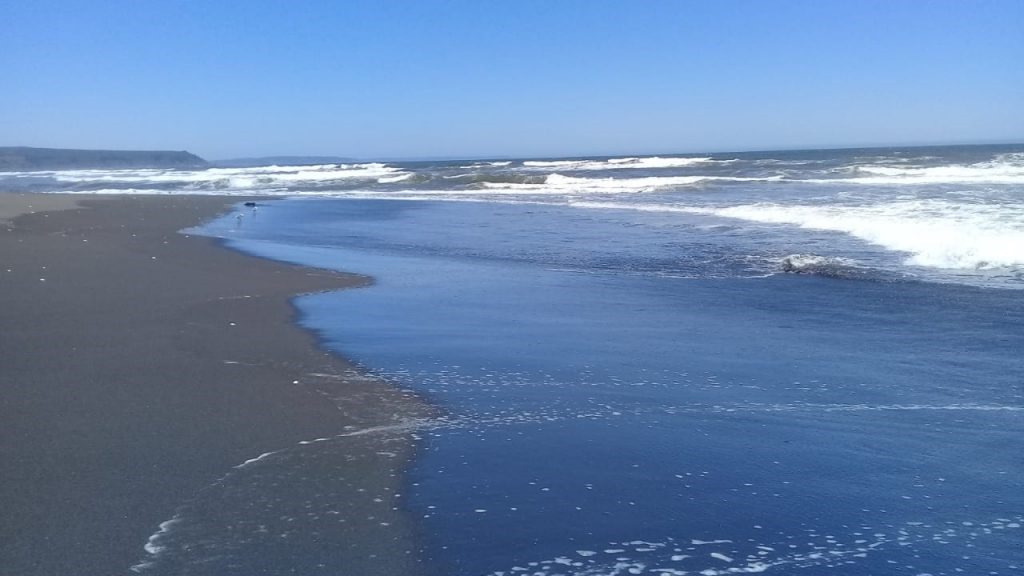
Playa Perales (Vegas del Itata)